# Frits de Ruijter
Fredericus Arnoldus (Frits) de Ruijter (Rotterdam, 5 april 1917 - Heemstede, 20 maart 2012) was een Nederlandse atleet, die gespecialiseerd was in de middellange afstand. Hij werd tweemaal Nederlands kampioen bij het veldlopen, tweemaal op de 800 m en negenmaal op de 1500 m. Hij nam eenmaal deel aan de Olympische Spelen en verbeterde niet minder dan zeventien maal een Nederlands record.

## Biografie

### Eerste titel als zeventienjarige
De Ruijter, die reeds als veertienjarige verhalen over sport schreef in de 'Dagelijkse Sportcourant' van Albert Milhado, was er aanvankelijk helemaal niet op uit om atleet te worden. "Ik kon nogal aardig zwemmen. En mijn bedoeling was om ooit olympisch kampioen zwemmen te worden, hahaha. Als je zo jong bent, dan fantaseer je van alles, hè." De Ruijter nam echter vaak deel aan georganiseerde wandeltochten. Toen hij op een hiervan een papiertje in zijn handen gedrukt kreeg dat De Volewijckers op oudejaarsdag een veldloop zouden houden, besloot hij hieraan mee te doen. "Ik dacht: dat ga ik even doen, die ga ik even winnen. En dat heb ik toen ook gedaan. Met grote voorsprong op die jongens kwam ik binnen." Bij een volgende wandeltocht kondigde een ander foldertje de Nederlandse jeugdkampioenschappen op de 800 meter aan in Haarlem. De Ruijter: "Toen ben ik naar de secretaris van De Volewijckers gegaan en heb ik gezegd, dat ik graag mee wilde doen. Hij zegt: Dat kan niet, want dan moet je lid zijn van de KNAU. En ik: Nou, dan maak je me maar lid. Dat heeft-ie toen gedaan. Toen ben ik naar Haarlem gegaan om die wedstrijd te winnen." Dat plan lukte en zo veroverde Frits de Ruijter op zeventienjarige leeftijd, in zijn eerste officiële atletiekwedstrijd, zijn eerste nationale titel op de 800 m in 2.09,2. Drie jaar later behaalde hij met het winnen van de 1500 m tijdens de NK in Amsterdam zijn eerste titel bij de senioren. In een tijdsbestek van tien jaar zouden er op deze afstand nog acht volgen. 

### Olympische Spelen
Een deel van de atletiekloopbaan van De Ruijter speelde zich af in de oorlogsjaren. De Amsterdammer had op het internationale wedstrijdfront wellicht meer kunnen bereiken als de Tweede Wereldoorlog er niet was geweest. Nu kreeg hij niet voor het laatste deel van zijn carrière de kans om zich internationaal te manifesteren, uitmondend in zijn deelname aan de Olympische Spelen van 1948 in Londen.
Bijna was het niet zover gekomen. In 1946 was De Ruijter namelijk zo verbolgen op het KNAU-bestuur, dat hem niet had geselecteerd voor de Europese kampioenschappen in Oslo, dat hij overwoog om zijn spikes per direct aan de wilgen te hangen. Hij vond dat men hem een goede kans had onthouden om het Nederlandse record op de 800 m, dat sinds 1938 met 1.52,3 op naam stond van Sjabbe Bouman, te verbeteren. "Door deze zelfde affaire werd mijn enthousiasme minder, maar mijn begeren naar dit record groter. Toen de athleten in Bislet-stadion opmarcheerden, keek ik met tranen in de ogen toe en heb ik mezelf dit record beloofd", zo zou hij het begin 1949 in het KNAU-bondsblad De Atletiekwereld zelf omschrijven. Prompt verbeterde hij dit record een jaar later tweemaal: eerst naar 1.51,9 bij wedstrijden in Parijs, om er enkele maanden later tijdens de interland Zwitserland-Nederland in Bazel met 1.51,8 nog een tiende seconde vanaf te halen.
Een jaar later kwam hij op de Spelen in Londen eveneens uit op dit nummer. Na in zijn serie met een tijd van 1.54,4 tweede te zijn geworden, werd hij in de derde halve finale uitgeschakeld met een tijd van 1.54,6. Tot tweehonderd meter voor het einde bepaalde hij zelf het tempo, zijn enige kans. Vervolgens ging de Fransman Robert Chef d'Hôtel snel over hem heen, trok drie andere lopers met zich mee en liet De Ruijter eenzaam als vijfde finishen. Op de 1500 m, waaraan hij ook deelnam, sneuvelde hij met 3.55,2 in de kwalificatieronde.
Het waren de laatste wapenfeiten van De Ruijter, die eind 1948 definitief een punt zette achter zijn atletiekloopbaan.

### Maatschappelijke loopbaan
Frits de Ruijter, die later regelmatig kolommen van Het Parool vulde, werd na de Spelen radioverslaggever en naderhand ook televisieverslaggever. "Toen Gerda Kraan in 1962 op de EK een medaille won, zat ik huilend van enthousiasme achter de microfoon. Dat hebben ze mij maar niet meer laten doen." In het maatschappelijk leven werkte Frits de Ruijter zich op van portier in het Amstel Hotel, via eigenaar van een café in Haarlem, vervolgens eigenaar van een broodjeszaak in Amsterdam, tot managing director van een Amerikaans/Europese cateringketen.
Ondanks zijn drukke werkzaamheden bleef De Ruijter nauw betrokken bij de atletieksport. Na de oprichting in 1951 van de Vrienden van de KNAU, een vereniging van olympiagangers tot ex-kampioenen en voormalige atletiekbestuurders, die ten doel heeft om contacten tussen de leden te onderhouden en de onderlinge vriendschap te bevorderen, onder andere door het organiseren van jaarlijkse bijeenkomsten, trad hij al gauw toe tot het bestuur van deze vereniging, waarvan hij tot 1986 deel zou blijven uitmaken. Van 1963 tot 1971 was hij er voorzitter.
De Ruijter ontving diverse onderscheidingen, waarvan het Unie Erekruis in goud in 1962 en het erelidmaatschap van de Vrienden van de K.N.A.U. misschien wel de belangrijkste zijn. Sinds 1986 was hij tevens lid van verdienste van de KNAU.

## Nederlandse kampioenschappen
| Onderdeel | Jaar                                                 |
| --------- | ---------------------------------------------------- |
| 800 m     | 1946, 1947                                           |
| 1500 m    | 1937, 1938, 1939, 1940, 1941, 1942, 1944, 1947, 1948 |
| veldlopen | 1939, 1942                                           |

## Persoonlijke records
| Onderdeel | Prestatie      | Datum            | Plaats    |
| --------- | -------------- | ---------------- | --------- |
| 800 m     | 1.51,8 (ex-NR) | 17 augustus 1947 | Bazel     |
| 1000 m    | 2.26,4 (ex-NR) | 6 oktober 1946   | Parijs    |
| 1500 m    | 3.51,7         | 27 juli 1947     | Amsterdam |
| 3000 m    | 8.39,9         | 1941             |           |

## Nederlandse records
| Onderdeel   | Prestatie | Datum            | Plaats    |
| ----------- | --------- | ---------------- | --------- |
| 1000 m      | 2.34,9    | 9 juli 1935      | Amsterdam |
| 1500 m      | 4.04,0    | 6 juni 1937      | Boedapest |
| 1500 m      | 4.02,6    | 11 juli 1937     | Stockholm |
| 1500 m      | 4.00,4    | 8 augustus 1937  | Amsterdam |
| 1000 m      | 2.32,1    | 12 juni 1938     | Amsterdam |
| 1500 m      | 3.57,6    | 13 juni 1939     | Oslo      |
| 1 Eng. mijl | 4.18,0    | 7 juli 1939      | Londen    |
| 1 Eng. mijl | 4.15,4    | 8 juli 1939      | Londen    |
| 1500 m      | 3.57,0    | 16 juli 1939     | Brussel   |
| 1500 m      | 3.56,0    | 30 juli 1939     | Rotterdam |
| 1000 m      | 2.29,6    | 20 augustus 1939 | Amsterdam |
| 2000 m      | 5.30,0    | 30 augustus 1942 | Amsterdam |
| 1000 m      | 2.29,4    | 20 augustus 1944 | Amsterdam |
| 2000 m      | 5.21,4    | 26 juni 1946     | Brussel   |
| 1000 m      | 2.26,4    | 6 oktober 1946   | Parijs    |
| 800 m       | 1.51,9    | 15 juni 1947     | Parijs    |
| 800 m       | 1.51,8    | 17 augustus 1947 | Bazel     |

## Palmares

### 800 m
- 1946:  NK – 1.55,7
- 1947:  NK – 1.54,1
- 1948: 6e in h. fin. OS – 1.54,6 (1.54,4 in serie)

### halve Eng. mijl
- 1947:  Engelse kamp. te Londen – 1.53,9

### 1500 m
- 1937:  NK – 4.03,8
- 1938:  NK – 4.00,7
- 1939:  NK – 3.56,0
- 1940:  NK – 4.10,0
- 1941:  NK – 4.14,4
- 1942:  NK – 4.02,9
- 1944:  NK – 3.59,8
- 1947:  NK – 4.04,4
- 1948:  British Games te Londen - 3.58,4
- 1948:  NK – 3.55,6
- 1948: 4e in serie OS – 3.55,2

### 1 Eng. mijl
- 1946:  Engelse kamp. te Londen – 4.17,4
- 1948:  Engelse kamp. te Londen – 4.16,0

### veldlopen
- 1939:  NK – 15.50,8
- 1942:  NK te Amsterdam – 16.31,2
- 1948: 5e NK te Amersfoort (5 km) - 15.2,4

## Onderscheidingen
- KNAU-beker - 1948
- Unie-erekruis in goud van de KNAU - 1962
- Erelid Vrienden van de K.N.A.U. - 1981
- KNAU lid van verdienste - 1986